# Chapelle de Sousigné
La chapelle de Sousigné est une chapelle située à Martigné-Briand, en France.

## Localisation
La chapelle est située dans le département français de Maine-et-Loire, sur la commune de Martigné-Briand.

## Historique
L'édifice est classé au titre des monuments historiques en 1965.